# 氏田朋子
氏田 朋子（うじた ともこ、1984年9月25日 - ）は、フリーアナウンサー。元CBCテレビアナウンサー。

## 来歴・人物
大阪府大阪市住吉区出身。小林聖心女子学院高等学校、聖心女子大学卒業後2007年入社（同期は夏目みな美・古川枝里子）。初鳴きは5月19日。2004年、地元大阪の今宮戎神社の福娘に選ばれた経験がある。
2014年3月結婚を発表。6月30日をもって退社、フリーとなるが『北野誠のズバリ』は木・金曜アシスタントとして引き続き担当（同月27日放送の番組冒頭で発表）。同年秋から東京のニチエンプロダクションの所属。2016年2月19日、第1子妊娠を発表。7月15日、女児を出産。2019年2月14日、第2子妊娠を発表。6月20日、男児を出産。12月5日、『北野誠のズバリ』に半年ぶりに復帰。所属事務所との契約を終了し、再びフリーとして活動。

## 現在の担当番組

### ラジオ
- 北野誠のズバリ（CBCラジオ）- アシスタント（番組開始時より2016年6月までは木・金曜担当。2016年10月より木曜のみ。2022年3月30日から2023年3月まで水曜日担当。2023年4月7日から金曜日担当）
- もじゃもじゃ先生の耳ラジオ（CBCラジオ・2021年4月4日 - ）

### CM
- 三井住友銀行「カードローン」（2024年 -　、東海地区）- 友近が演じる水谷千重子と出演。

## 過去の担当番組

### テレビ
- ゴゴスマ -GO GO!Smile!- （火曜日リポーター、2015年6月 - 2016年3月）(2016年9月1日 アシスタント代理)
- 晴れどきドキ晴れ
- とく宣
- そこが知りたい 特捜!板東リサーチ（不定期でアシスタント）
- なるほどプレゼンター!花咲かタイムズ（中継担当）
- キユーピー3分クッキング（宮本和秀先生出演時アシスタント、2009年4月27日 - 2014年6月28日、2010年7月3日から毎週土曜日も担当）
- 不定期でスポーツ番組・中継（名古屋ハーフマラソン・ドラゴンズ優勝特番（2007年）など）のリポーター担当
- 日曜CBCNEWS（不定期）
- ビビット

### ラジオ
- DRIVE partner（つボイノリオの聞けば聞くほど内）
- Perfumeのパンパカパーティー（ハイパーナイト内） 不定期でナレーション出演
- ツー快!お昼ドキッ（火曜担当・2008年9月30日 - 2009年3月31日）
- 若狭敬一のドラゴンズワールドウィークエンドスペシャル（金曜担当2007年10月 - 2009年3月29日）
- 日めくり!カレンダーガールズ
  - 月～木曜23:55～23:59、2010年8月2日 - 2010年12月30日
- 多田しげおの気分爽快!!朝からP・O・N
  - 金曜→木・金曜アシスタント、2008年10月3日 - 2011年4月1日
- ごごイチ（水曜アシスタント）
- 小高をユタカにする方法（つボイノリオの聞けば聞くほど内・ - 2008年9月月曜担当、2010年4月 - 、木曜担当）
- 宮部和裕のドラゴンズEXPRESS